# Pupisoma orcula
Pupisoma orcula é uma espécie de gastrópode da família Vertiginidae
É endémica de Micronésia.
Os seus habitats naturais são: florestas temperadas e matagal árido tropical ou subtropical.
Está ameaçada por perda de habitat.